# میسنگ: زندگی ناتمام
میسنگ: زندگی ناتمام (انگلیسی: Misaeng: Incomplete Life; کره‌ای: 미생) یک مجموعهٔ تلویزیونی کره جنوبی سال ۲۰۱۴ بر پایهٔ مجموعه وب‌تونی با همین نام اثر یون ته هو است. این مجموعه از ۱۷ اکتبر تا ۲۰ دسامبر ۲۰۱۴، روزهای جمعه و شنبه ساعت ۲۰:۳۰ (کی‌اس‌تی) برای ۲۰ قسمت از تی‌وی‌ان بر روی آنتن رفت.
این عنوان به اصطلاح‌شناسی گو اشاره دارد که به معنی «یک زندگی ناتمام» (به‌طور تحت‌اللفظی «هنوز نه (not yet)» (미) «تولد (birth)» (생)، به معنای «هنوز زنده نیست (not yet alive)») است. میسنگ: زندگی ناتمام اولین درام کره‌ای است که در اردن فیلم‌برداری شده‌است، جایی که بازیگران ایم شی وان و لی سونگ مین، دیباچهٔ این مجموعه را در امان، پترا و وادی رم فیلم‌برداری کردند. ایم شی وان که پیش از این مجموعه، در فیلم اقتباسی زندگی ناتمام: پیش‌درآمد (۲۰۱۳) به عنوان شخصیت اصلی بازی کرده بود، دوباره نقش اصلی خود را در این مجموعه بازی کرد.
این مجموعه به یک پدیدهٔ فرهنگی تبدیل شد و آمار بینندگان بالایی را برای یک شبکهٔ کابلی در کره به ثبت رساند. تی‌وی‌ان به خاطر درام‌های رکورد شکنش مشهور است.

## خلاصه داستان
جانگ گو ره از زمان کودکی عاشق بازی تخته‌ای بادوک بوده‌است. اما چون موفق به دستیابی به رؤیای خود برای تبدیل شدن به یک بازیکن حرفه‌ای بادوک نشد، باید زندگی منزوی خود را رها می‌کرد و وارد دنیای واقعی می‌شد که راهی به جز شرکت در آزمون معادل‌سازی دبیرستان برای رزومه‌اش نداشت. او به توصیهٔ یکی از آشنایان، به عنوان کارآموز در وان اینترنشنال، یک شرکت تجاری بزرگ، استخدام می‌شود.
او در اینجا با رئیسش، اوه سانگ شیک، که یک مرد معتاد به کار است و شخصیت گرمی دارد؛ آن یونگ یی یکی دیگر از کارآموزان که به خاطر مدرک تحصیلی بالا و صلاحیتش در کار توجه همکارانش را به خود جلب کرده؛ و جانگ بک گی یکی از همکارانش که جاه طلبی بالایی دارد را ملاقات می‌کند. گو ره با کمک بازی بادوک یاد می‌گیرد که چگونه خود را با فرهنگ و محیط شرکت و همکارانش وفق دهد.

## بازیگران

### اصلی
- ایم شی وان در نقش جانگ گو ره[۲۰][۲۱]
- کانگ سو را در نقش آن یونگ یی[۲۲]
- کانگ ها نول در نقش جانگ بک گی[۲۳]
- بیون یو هان در نقش هان سوک یول